# Hopewellcultuur
De Hopewellcultuur of Hopewelltraditie was een complex van precolumbiaanse culturele tradities in nederzettingen langs rivieren in de noordoostelijke en midwestelijke Eastern Woodlands op het gebied van de huidige Verenigde Staten. Ze bloeide van 100 v.Chr. tot 500 n.Chr., in de midden-Woodland-periode. Het was geen enkelvoudige cultuur of samenleving, maar bestond uit een wijdverspreide reeks bevolkingsgroepen die verbonden waren door een gemeenschappelijk netwerk van handelsroutes. Dit staat bekend als het Hopewell-uitwisselingssysteem. De term Hopewell wordt toegepast op een brede spreiding van mensen die in de buurt van rivieren woonden in tijdelijke nederzettingen van 1-3 huishoudens. Ze beoefenden een mengeling van jagen, verzamelen en het verbouwen van gewassen.
In zijn grootste omvang strekte het Hopewell-uitwisselingssysteem van de noordelijke oevers van het Ontariomeer tot de Crystal River Indian Mounds in het hedendaagse Florida. Binnen dit gebied namen samenlevingen deel aan een hoge mate van uitwisseling, met de hoogste activiteit langs waterwegen, die de belangrijkste transportroutes waren. Volkeren binnen het Hopewell-uitwisselingssysteem ontvingen grondstoffen uit het hele gebied van de huidige Verenigde Staten. Het meest verhandeld werden exotische materialen. Deze werden geleverd aan mensen in de belangrijkste handels- en productiegebieden, welke hieruit producten vervaardigden die vervolgens via lokale en regionale uitwisselingsnetwerken verhandeld werden. De objecten vonden hun weg tot ver buiten het eigenlijke Hopewell-gebied, en zijn gevonden tussen grafgiften bij veel graven buiten het middenwesten.

## Oorsprong
De oorsprong van de Hopewell-traditie  staat nog ter discussie. Volgens sommigen ontstonden de Hopewell-populaties in het westen van de staat New York en trokken naar het zuiden naar Ohio, waar ze voortbouwden op de lokale Adena-traditie. Volgens andere theorieën zou Hopewell zijn oorsprong hebben in het westen van Illinois en zich door diffusie naar het zuiden van Ohio hebben verspreid. Evenzo wordt gedacht dat de Havana-Hopewell-traditie zich stroomopwaarts over de Illinois verspreidde tot in zuidwestelijk Michigan, en daar het Goodall-Hopewell voortbracht. 
De naam "Hopewell" werd voor het eerst gebruikt door Warren K. Moorehead na zijn onderzoek in 1891 en 1892 van de Hopewell Mound Group in Ross County, Ohio. De moundgroep is vernoemd naar Mordecai Hopewell, wiens familie toen eigenaar was van het terrein waar de grondwerken zich bevinden. 

## Samenleving
De Hopewell erfden van hun Adena-voorouders een beginnende sociale stratificatie. Deze verhoogde de sociale stabiliteit en versterkte het sedentarisme, gespecialiseerd gebruik van hulpbronnen en waarschijnlijk bevolkingsgroei. De overledenen werden meestal gecremeerd, en alleen de belangrijkste mensen begraven. Jagers bezaten blijkbaar een hoge status; hun graven waren uitgebreider en bevatten meer statusgoederen.
De Hopewell-volkeren hadden leiders, maar er zijn geen bewijzen voor het soort gecentraliseerde macht dat legers van slaven of soldaten kon bevelen. Sommige geleerden suggereren dat deze samenlevingen werden gekenmerkt door de opkomst van zogenaamde big men. Deze verwierven hun positie omdat ze anderen konden overtuigen over belangrijke zaken als handel en religie. De opkomst van 'grote mannen' was een stap in de richting van de zeer gestructureerde en gelaagde sociaal-politieke organisatie die chiefdom wordt genoemd.
De Hopewell-nederzettingen waren verbonden door uitgebreide en complexe handelsroutes. Deze fungeerden ook als communicatienetwerken en waren een middel om mensen bij elkaar te brengen voor belangrijke ceremonies.

## Aardwerken
De best overgebleven kenmerken van het Hopewell-tijdperk zijn hun aardwerken. Grote geometrische grondwerken behoren tot de meest indrukwekkende precolumbiaanse monumenten in Amerika.  Ze werden al eeuwenlang gebouwd door culturen die de Hopewell vooruitgingen, en door anderen na hen. De heuvels van de Eastern Woodlands hebben meestal verschillende geometrische vormen en reiken tot indrukwekkende hoogten. Sommige van deze grootschalig gevormde grondwerken, zogenaamde effigy mounds, werden gebouwd in de vorm van dieren, vogels of kronkelende slangen. 
Veel van de heuvels bevatten verschillende soorten menselijke begrafenissen, met soms kostbare grafgiften. Deze omvatten siervoorwerpen van koper, mica en obsidiaan, materialen die van honderden kilometers ver werden geïmporteerd. Steen en aardewerk werden tot ingewikkelde vormen bewerkt.

## Kunst
De Hopewell creëerde een aantal van de beste ambachts- en kunstwerken van Amerika. Hun graven waren gevuld met halskettingen, sierlijk snijwerk van been of hout, versierd ceremonieel aardewerk, oorpluggen en hangers. Sommige graven waren bekleed met geweven matten, mica of stenen. De Hopewell produceerden kunstwerken in een grotere verscheidenheid en met meer exotische materialen dan hun voorgangers, de Adena. Grizzlybeertanden, zoetwaterparels, zeeschelpen, haaientanden, koper en kleine hoeveelheden zilver werden tot elegante stukken verwerkt. De Hopewell-ambachtslieden waren deskundige snijders van pijpsteen, en veel van de grafheuvels waren vol met prachtig gesneden beelden en pijpen.
Bij het opgraven van de Mound of Pipes in Ohio werden meer dan 200 stenen pijpen gevonden. Deze toonden driedimensionale beeltenissen van dieren en vogels. Meer dan 130 van dergelijke artefacten werden opgegraven op de Tremper-site in Scioto County. Sommige kunstwerken werden gevormd uit menselijke botten. Een zeldzaam masker gevonden in Mound City werd gemaakt uit een menselijke schedel. Hopewell-kunstenaars creëerden zowel abstracte als realistische afbeeldingen van de menselijke vorm. Veel andere beeldjes zijn zeer gedetailleerd in kleding, versieringen en kapsels. Een voorbeeld van abstracte menselijke vormen is de "Mica-hand" van de Hopewell-site, fijn gesneden uit een stuk mica, meer dan 28 cm lang en 15 cm breed.

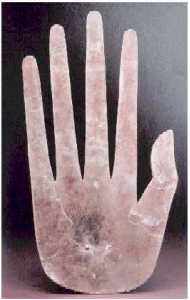
hand uit mica, Hopewell Mounds
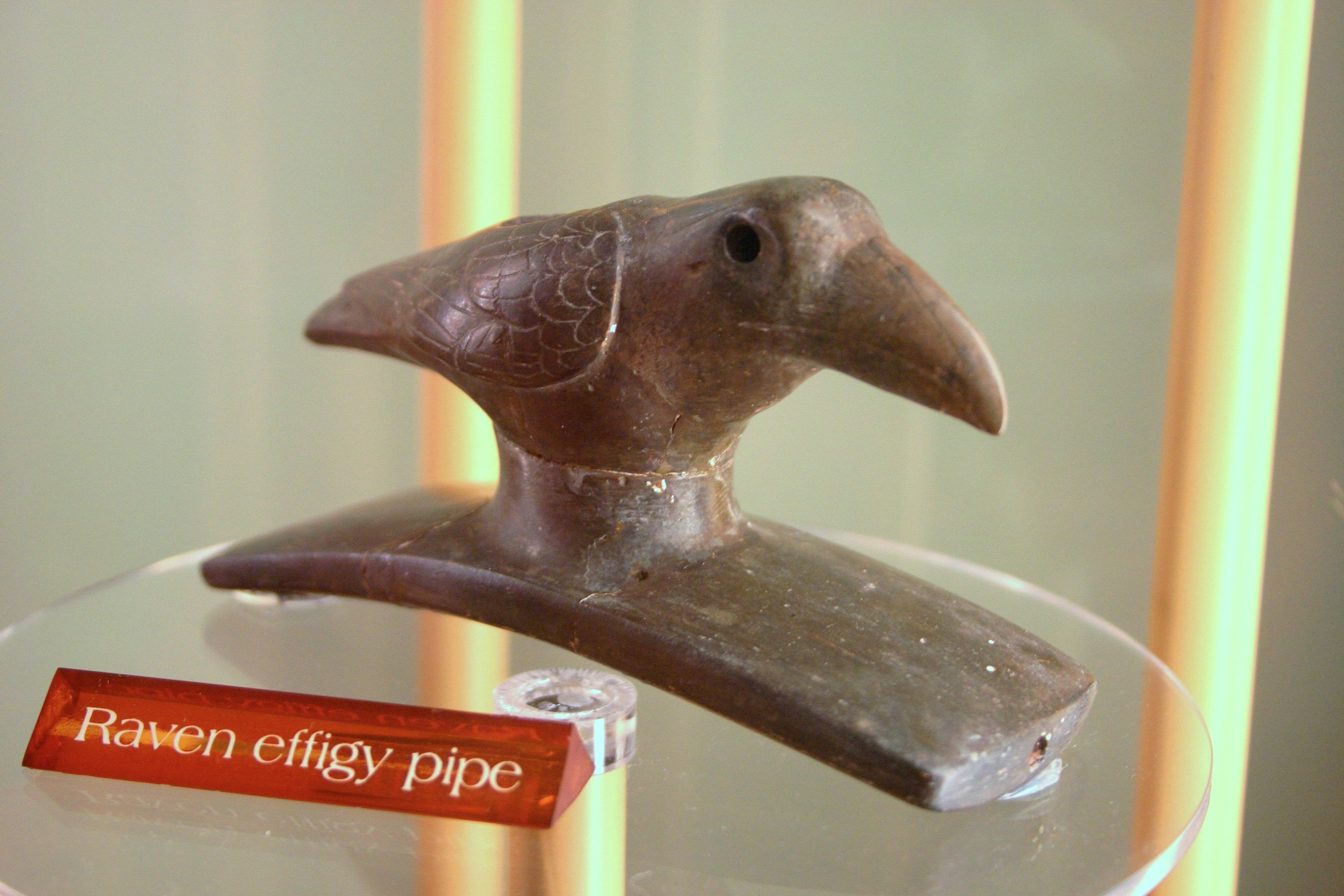
pijpenkop in de vorm van een raaf, Hopewell Mounds
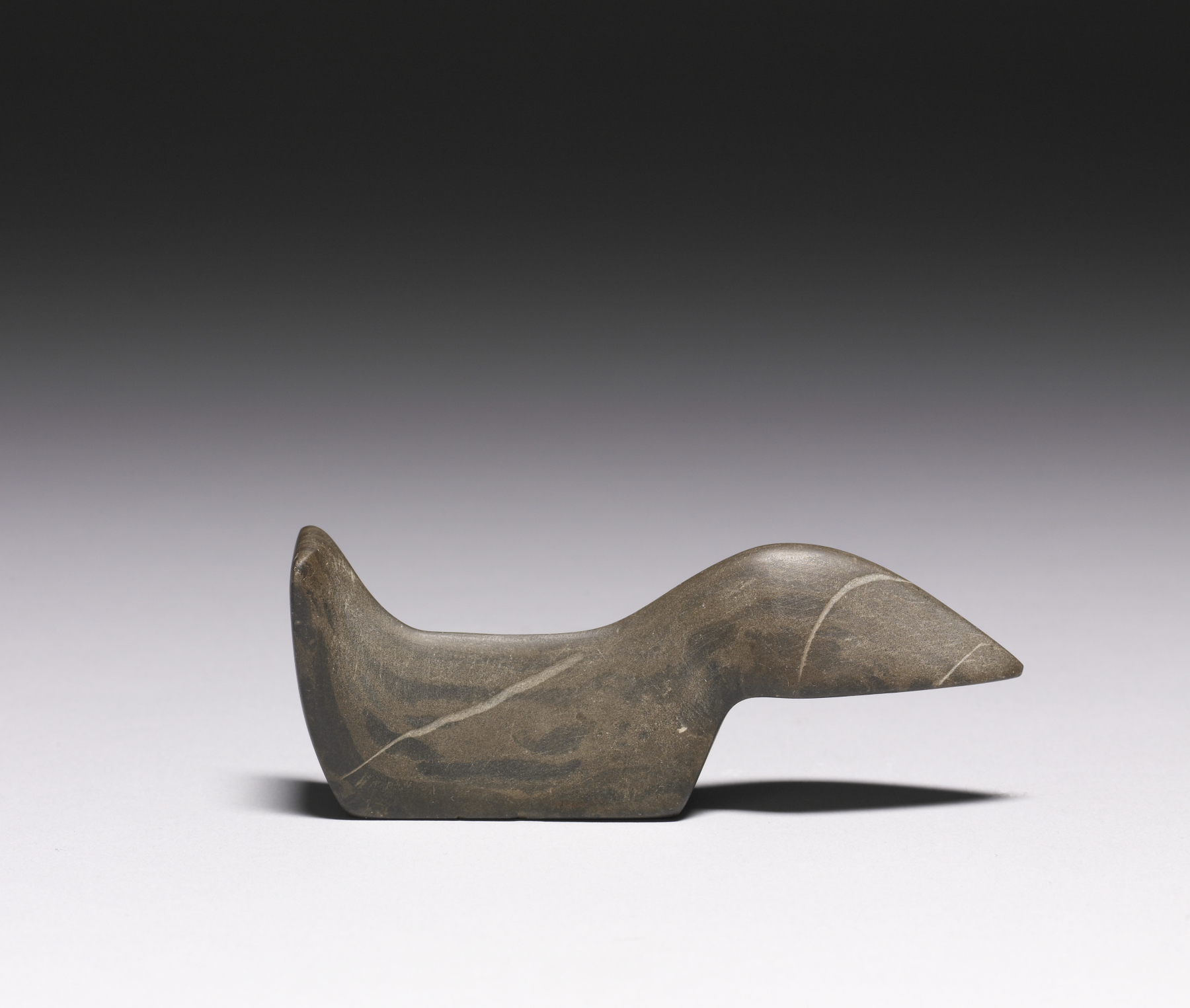
vogel uit de Tremper Mound, Hopewell
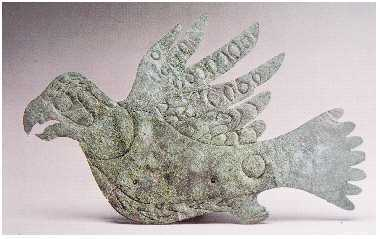
valk uit koper, Hopewell Mounds
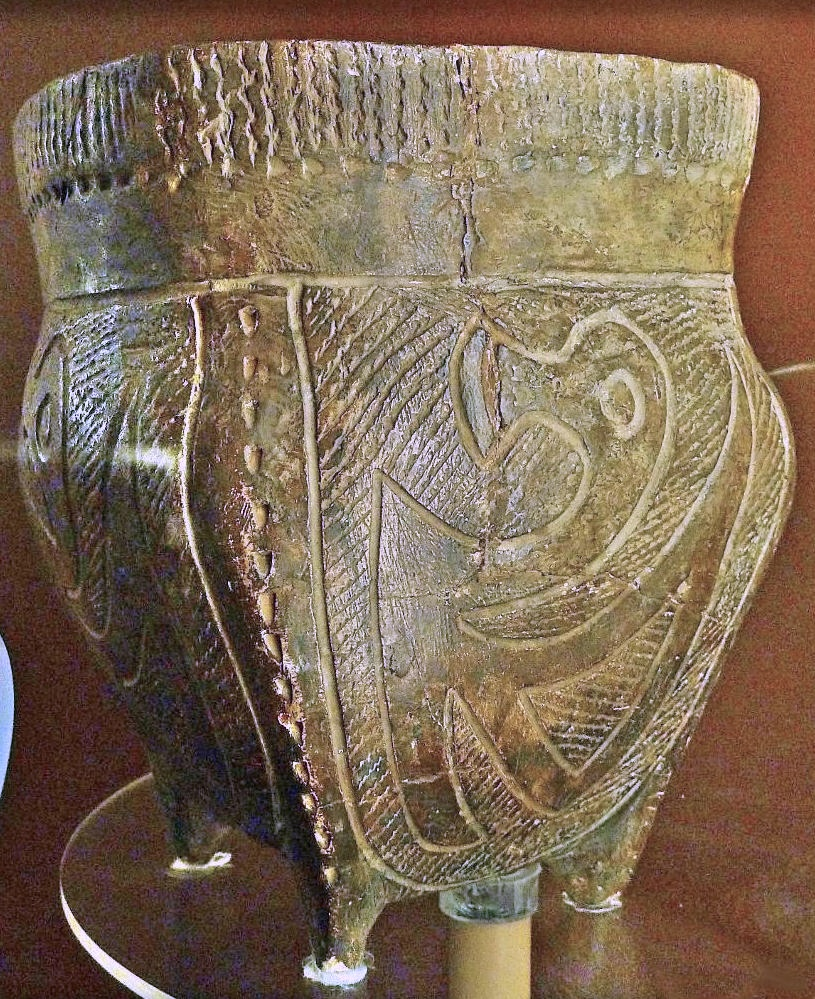
aardewerk met vogeldecoratie, Hopewell Mounds

## Neergang
Rond 500 AD kwam er een eind aan de Hopewell-uitwisseling. De bouw van de terpen stopte, en er werden geen kunstvoorwerpen  meer geproduceerd. Oorlog was een mogelijke oorzaak, aangezien er tijdens de Late Woodland-periode een tendens was naar het vormen van grotere gemeenschappen, met verdedigingswerken als palissaden en greppels. Koudere klimatologische omstandigheden veroorzaakten mogelijk een wegtrekken van prooidieren naar het noorden of westen, het weer zou een schadelijk effect hebben op het plantenleven en de verzorging hiermee drastisch verminderen. Intensivering van de jacht door de introductie van de pijl en boog kan stress hebben veroorzaakt bij de reeds uitgeputte prooidierenpopulaties. 
Omdat minder mensen de handelsroutes gebruikten, was er niet langer een verbindend netwerk.  Ook de adoptie van grootschalige landbouw kon een ineenstorting van de maatschappelijke organisatie veroorzaken.

## Lijst van plaatselijke culturen
Naast de bekende Ohio-Hopewell is bekend dat een aantal andere culturen uit de Middle Woodland-periode betrokken waren bij de Hopewell-traditie, en deelnamen aan het Hopewell-uitwisselingsnetwerk.
- Armstrongcultuur
- Copenacultuur
- Crab Orchardcultuur
- Goodall-focus
- Havana-Hopewell
- Kansas City-Hopewell
- Laurel-complex
- Marksvillecultuur
- Millercultuur
- Montane Hopewell
- Ohio Hopewell
- Point Peninsulacomplex
- Saugeen-complex
- Swift Creekcultuur
- Wilhelmcultuur